# Jean Cartier (prêtre)
Pour les articles homonymes, voir Jean Cartier et Cartier.
Jean Cartier (23 janvier 1723, Tours - 19 mai 1810, Tours) est un prêtre et homme politique français. Curé de la paroisse de La Ville-aux-Dames, en Touraine, de 1754 à 1789, il est par ailleurs député du clergé aux États généraux de 1789.

## Biographie
Issu d'une ancienne famille de marchands en draps précieux établie à Tours, fils de Jean Cartier, échevin de Tours, et de Françoise Maillet, Jean Cartier devient vicaire de La Ville-aux-Dames, un bourg située juste à l'est de Tours, en juin 1747. Nommé prêtre de la paroisse en 1754, il soutient les demandes de réformes des habitants de La Ville-aux-Dames au moment de la rédaction des cahiers de doléances, ce qui le fait passer pour un exalté auprès de l'intendant d'Aine. 
Le 27 mars 1789, Jean Cartier est élu, dans son bailliage, député du clergé aux États généraux. Il devient ainsi doyen des députés tourangeaux.
À Versailles, où il se rend en compagnie de son ami Jean-François Guépin, curé de Saint-Pierre-des-Corps, Jean Cartier se réunit aux députés du Tiers-État dès le  24 juin 1789 mais ne participe à aucun comité. En 1790, il prête serment à la Constitution civile du clergé mais précise ses réserves concernant l'autorité spirituelle. 
En 1791, Jean Cartier revient à Tours, où il reprend ses activités ecclésiastiques. Toujours officiellement curé de La Ville-aux-Dames, il ne peut cependant retourner dans sa paroisse, où il a été remplacé par le prêtre constitutionnel Duprat. Ayant acquis un domaine à Vouvray en 1792, c'est là qu'il reprend secrètement son ministère. Arrêté par la police révolutionnaire, il est reclus un temps au séminaire de Tours avant d'être déporté à Melun. Rentré en Touraine, il se cache quelque temps au château des Cartes, à Sonzay, en Gâtine tourangelle, à une vingtaine de kilomètres au nord-ouest de Tours. Sous le Consulat, il revient vivre à Tours mais reste surveillé par les autorités. 
Malgré la signature du Concordat en 1801, Jean Cartier ne peut redevenir prêtre de La Ville-aux-Dames. Désormais trop âgé pour exercer son ministère, il se retire chez son ami Guépin, nommé curé de la paroisse Notre-Dame-La-Riche, à Tours. C'est là qu'il meurt en 1810.